# Drikus Veer

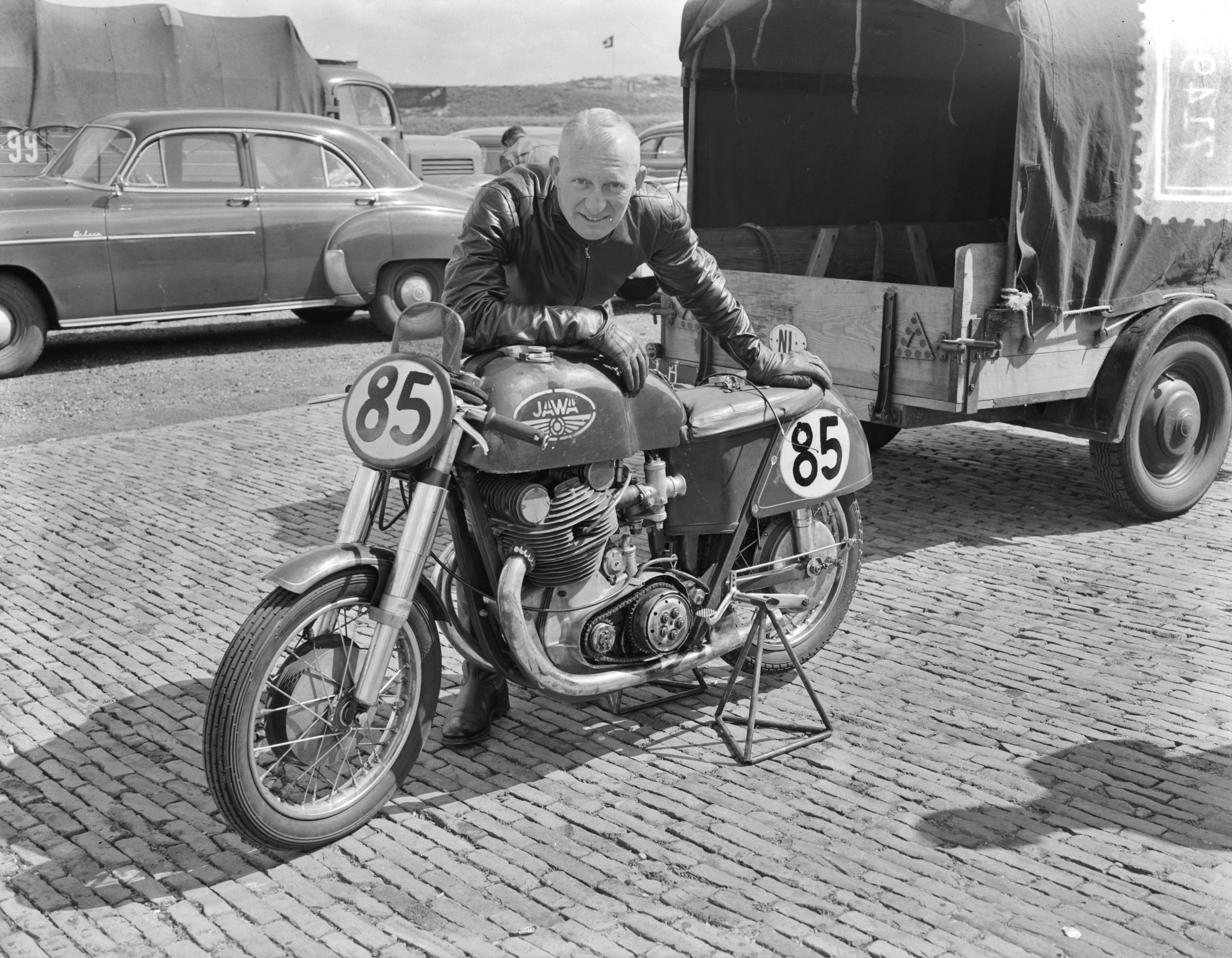
Drikus Veer in 1955

Drikus Veer (Voorthuizen, 9 juli 1918 - Doetinchem, 21 oktober 2011) was een Nederlands motorcoureur in de periode 1936 tot 1957, bijgenaamd "de Tijger van Borculo".
Drikus Veer won zijn eerste wedstrijd in Ell-Hunsel in 1936. Het was zijn debuut als wegracer en hij reed een 125 cc Francis-Barnett. In 1937 won hij dezelfde race met een 250 cc Triumph. Na de Tweede Wereldoorlog nam hij deel aan terreinritten. In het Nederlands kampioenschap werd hij in 1946 eerste en in 1947 tweede in de 350 cc klasse. In 1947 ging hij terug naar de wegrace. In het Nederlands kampioenschap werd hij tweede achter Piet Knijnenburg. In 1949 werd hij Nederlands kampioen 500 cc met een Triumph. In 1954 werd hij gevraagd als fabrieksrijder voor Gilera voor de TT. Hij kreeg de reservemotor toebedeeld, en uiteraard moest hij de teamgenoten Geoff Duke en Reg Armstrong in de race voor laten gaan (hoewel Armstrong uitviel). Veer eindigde op de achtste plaats. Het jaar daarna was Veer de eerste Nederlander die punten scoorde in de 500 cc toen hij de vierde plaats behaalde tijdens de TT na een flinke strijd met Umberto Masetti (MV Agusta). Volgens eigen zeggen had hij de toenmalige vedetten Geoff Duke en Reg Armstrong makkelijk kunnen verslaan maar moest letterlijk gas terug nemen omdat hij gastrijder was, maar feit is ook dat hij in de Bedeldijk een fout maakte waardoor Masetti derde kon worden. Duke won, Armstrong was tweede. Deze Dutch TT was toch Nederlands gekleurd met Piet Bakker (Norton) als 7e, Priem Rozenberg (BMW) als 9e, Piet Knijnenburg (Matchless) als 12e, Cas Swart (Norton) als 13e en Gerrit ten Kate (Norton) als 15e. In 1956 moest hij aantreden met een oude 500 cc Jawa, maar in 1957 werd hij 8e in de 250 cc klasse met een NSU. In dat jaar werd hij Nederlands kampioen 250 cc en maakte hij bekend dat hij zijn raceloopbaan beëindigde. Hj had al vóór de oorlog de bijnaam "Tijger van Borculo" verworven.